# 陣内大蔵
陣内 大蔵（じんのうち たいぞう、1965年5月25日 - ）は、日本のシンガーソングライター、音楽プロデューサー、プロテスタントのクリスチャン、日本基督教団東美教会牧師。
山口県宇部市出身。父は、元日本連合基督教共励会会長の陣内厚生。

## 来歴
1965年
山口県宇部市にある日本基督教団緑橋教会で、日本連合基督教共励会会長を務めていた陣内厚生の長男として生まれる。キリスト信仰をもち、プロテスタントのクリスチャンとなる。礼拝堂にアップライトピアノがあったため、幼少の頃から我流演奏で親しんだ。初めての自作曲は、童謡風の「きょうだいのうた」。
1971年-1976年
教会の聖歌隊に参加する。ヴァイオリンを習い始め、中学まで続ける。陣内自身は、ヴァイオリンはフレットレスなので音感を養うには最適だったと後に述懐している。
1978年-1980年
中学時代、ブラスバンド部に入部。当初、トロンボーンを吹いていたが、ディープ・パープルのイアン・ペイスへの憧れから、前任の退部を機会にドラムへ転向し、担当する。
1981年-1983年
山口県立宇部高校時代、ARBの石橋凌に憧れてボーカルに転向する。同バンドの曲「ノクターン・クラブ」から名付けたロックバンド『ノクターン』を結成する。本格的に作曲を始める。「曲を作っていて、何かに似てる曲だな?と思ってよくよく考えてみると賛美歌だった」というようなクリスチャンならではのエピソードを残している。唯一の音源として『ノクターンの風』というコンパクトカセットを制作している。収録曲は詳細不明である。
1984年
自宅浪人時代、バンドを解散し、ソロでアマチュア・コンテストに出場するようになり、数々の賞を獲る。陣内がグランプリを獲ったコンテストで司会を務めた円広志は、後に音楽番組で共演した際、「覚えています。あの、ヴァイオリン弾きながら…」とギターを持つ仕草で証言している。
1985年-1986年
関西学院大学神学部に進学。一回生の時に第29回ヤマハポピュラーソングコンテストで中国地方代表として「ねむれ」で本選会に出場。第31回ポプコンでは関西代表として本選会で「惚れて」を演奏し、入賞を果たす。
1987年
デビュー話を持ちかけられ、大学を休学し上京。しかし、その話は白紙撤回となり、1年近くもデビュー浪人することになる。
1988年
4月1日にシングル『いと小さき君の為に』、アルバム『Moratorium』でファンハウスからデビュー。プロデューサーは、ヤマハのディレクターである日朝幸雄が担当し、THE ALPHAを紹介される。デビュー・アルバムではその知己から全面協力を得た。デビュー時のキャッチコピーは、「許してほしい… 夜になると、僕は偽善者になれないんだ。」であった。これについては、陣内とファンハウスの担当とは意見対立する。陣内の当初希望は「許してほしい… 夜になると、僕は偽善者になるんだ。」だった。
1989年
香港の歌手、張立基（Norman Cheung）の「First Snow」のカバー「夜消沈」が香港で大ヒットし、以降、香港・タイ・マレーシアなど、主に東南アジアの国々で陣内の楽曲がカバーされる。
1990年
香港コロシアムで行われた音楽祭で日本人最優秀アーティスト賞を受賞。「Blow wind blow～風よ吹け～」のプロモーション時、「台風情報、CM挟んで、陣内Blow wind blow」という最悪状態でのテレビ出演であった。
1991年
「深く、明るく」をテーマに掲げる。シングル「空よ」をリリース。同曲はテレビドラマ「刑事貴族」のエンディングで使用された。
1992年
関西学院大学神学部を除籍される。シングル「心の扉」をリリース、ヒットする。
1993年
Act Against Aids'93・名古屋レインボーホールのトップバッターで出演。サポートミュージシャン・為山五朗がギターをチューニングをしている最中に司会の吉田拓郎にコールされるハプニングがあった。
1994年
「生まれ変わるぜ」をテーマに掲げる。シングル「僕は風 君は空」をリリース。スマッシュ･ヒットする。「Reset」の制作中、深夜まで延々とオープンコードのワンコードでギターを弾いていたら、時節柄、近隣住民から「オウム真理教の信者じゃないか?」と疑われ、警察に通報されたことがある。
1996年
徳間ジャパンコミュニケーションズに移籍。
2000年
シングル「Messy Lover」をリリースする。ラジオ番組『夕方音楽』の企画で、まず「Messy Lover」、「君の名を呼んだ」、「Destiny」のデモトラックを番組で流し、リスナーの意見を集い、それを取り入れながら徐々にオーバー・ダビングしていく手法で製作された。また、夕方音楽Web内でもその音源を視聴できるようにした。その中で反響が一番大きかった「Messy Lover」がタイトル曲に決定され、中ジャケットにはリスナーの名前がクレジットされた。
2001年
夏からは、斉藤ノブをリーダーとする音楽ユニット『Vibes』のボーカルとして活動を開始する。
2003年
日本聖書神学校に進学。
2004年
『Vibes』の活動を休止。4月、専門学校横浜ミュージックスクールでボーカル専属講師に着任。3年間務める。
2007年
日本聖書神学校を卒業。6月17日、東美教会（吉祥寺）伝道師に就任。ライフワークとして「チャーチコンサート」を日本各地の教会で行っている。

## 人物

### 教会と家族
実家が教会だったことは、礼拝堂を中心とした生活の場、音楽の場として、陣内大蔵の人格形成に大きく寄与している。幼少時から聖歌隊で歌唱力を活かし、礼拝堂にあったアップライトピアノ、中学生まで習っていたヴァイオリンで楽器に親しむことになった。当時のことは、角川書店発行の『月刊カドカワ』に連載したエッセイ「教会の裏窓から」に詳しく紹介している。
コンサートでの自己紹介では、『親父が厚生省が出来た年に生まれたので、厚生って書いて「あつお」。親父はずっと考えていたんでしょうね、僕、長男が大蔵省の大蔵で「たいぞう」、次男が文部省の文部で「あやべ」、三男が自治省の自治で「おさむ」、長女が生まれた時に「さすがに女の子に大臣の名前は…」ということになって普通に聖書から名前取ってつけたんですけどね、最後にオチを付けたかったんでしょうね、飼っていた犬の名前が総理。犬が一番偉い（笑）』とデビュー時から続けている。
この実話は2000年頃の「中央省庁再編を期に使えなくなる」と冗談めかしていた。派生した話題として、「親父は心に大きな蔵を持てというつもりで命名したんだ、とか言ってますが」、「母親は普通の名前です」、「（名前のインパクトのおかげで）バイトの面接は落ちたことがない」がある。次男の文部は博報堂を経て株式会社オサマジョール代表取締役社長、三男の自治は徳島県で耳鼻咽喉科の医師をしている。
アップライトピアノは「出っ張っていて弾きやすい」という単純な理由で黒鍵を多用した我流演奏が始まり、やがて作曲時の黒鍵多用の変なキーに繋がっていく。
デビュー前後のインタビューで「歌って踊れる牧師になりたい」とよく語っていた。
既婚者であり子供も居る。

### 特技
空手バカ一代好きが昂じて、中学時代に極真空手を始め、高校時代には山口県のある大会で入賞している。

### 趣味・嗜好
水彩画を描くこと。自身の音楽作品では『View』、『BAKU』のアルバムジャケット、『Dear Moon』のクリスマスカードなどをイラストレーターとして手がけている。1993年には「無人島へひとつだけ何かを持っていけるとしたら?」という問いに「水彩画の道具」と答えている。
蕎麦を打つこと。ファンクラブの蕎麦打ち旅行以来、自分でも打つようになり、時々ミュージシャン仲間に振舞っている。
テーマのある旅行をすること。「リセット」「トム・ソーヤになろう」などのように旅にテーマを持たせる。北欧方面でも、特にフィンランドが気に入っている。
プロ野球・阪神タイガースファンである。プロ野球に興味を持ち始めた小学生の頃、読売ジャイアンツのV7を阻止せんと阪神が孤軍奮闘していたのを応援したのがきっかけで、1985年に甲子園球場でアルバイトをしていた時に、阪神が優勝してしまい「一生決まった」とのこと。阪神百貨店で発売された優勝限定ビールを飲まずに大切に保管している。「上昇志向の巨人がイヤ」で、「巨人・自民党・北の湖が嫌いで、阪神・社会党・魁傑が好きだった」と冗談交じりに語っている。
ピーター・ガブリエルからもらったバドワイザーの空き缶を家宝としている。アルバム『Big Deal』のリアルワールドスタジオでのトラックダウン・MV撮影のため訪英した際、Usのレコーディングでピーターと居合わせ、エアロビクスで一緒に汗を流した。バドワイザー缶はその時に貰ったもので、雑誌『FM fan』に掲載されたこともある。

## 音楽活動

### デビュー前
初めて買ったレコードは父親の影響もあり、ザ・フォーク・クルセダーズの「悲しくてやりきれない」。B面の「コブのない駱駝」の歌詞にいたく感銘を受け、音楽番組やライブMCで歌詞の素晴らしさを熱く語り続けている。
高校時代の先輩の一人に、後にKATZEを結成する高山克彬がいた。陣内は高山の子分的存在だった。
アマチュア時代は、自称『作曲オタク』でコンテスト荒らしの異名を持つほどだったが、デビューするまでライブの経験はほとんどなかった。
「デビルマンの歌」が大好きで、カラオケの十八番である。当初、自身の携帯電話にはこの曲を着メロとして打ち込んで自作していた。
U2の大ファンで、来日公演は欠かさずに観に行っている。
デビュー・アルバム選曲中、プロデューサーの日朝に「陣内の年齢でその歌を歌っても説得力がない」と言われ、お蔵入りになってしまった曲がある（→「かわいた海」）。
山口市の湯田温泉で路上ミュージシャンに触発され、本格的に弾き語っていたところ、警察に通報された。

### デビュー後
アーティスト名の表記は、『TAIZO JINNOUCHI』、『JINNOUCHI TAIZO』、『JINNOUCHI』、『陣内』などと様々であり、デビュー時のコンサート広告では『陳内大蔵』と誤記されることもあった。楽曲名も帯とCDレーベル、ジャケットで統一されておらず、振り仮名が伴うことも多い。また、雑誌メディアで名前を誤植されることも多く、西村智彦（SING LIKE TALKING）とのトークで「この前なんか『陣内大臓』ですよ、臓物って…」という一幕があったが、2001年3月17日、山口県主催の『臓器移植フォーラム』に招かれ、ライブを行うことになるとは誰にも予想できなかった。
『メントス』のCMを長い間手がけていたため、『メントスの人』としての知名度が高い。一時期、そのCMソングをライブ演奏中に、客席からメントスが飛んでくることがあった。直撃するとかなり痛かったようである。
ファンハウス時代の販促グッズは、ラジオでのプレゼントだった「自信エンピツ」、「不安消しゴム」、「クロックJINJIN」を始め、一風変わった物が多かった。
1990年代前半に宮本亜門のミュージカル主演の依頼があったが、「質的に荷が重過ぎる」として断わった。
テレビドラマ『教師夏休み物語』は主演の石橋凌が自ら主題歌を歌う予定であったが、石橋が固辞。「最近気になっているミュージシャンに歌ってもらう」ことになり、紆余曲折の結果、陣内が抜擢された。
ラジオのDJを15年続けていたせいか、MCは長い。DJ生活に終止符を打った後は、拍車をかけ、その傾向は増している。『Vibes』のライブでは「お前のMCはVibesではない。極力しゃべるな」と他メンバーから圧力を受けていた。
「じっとしていて」を深夜に自宅練習（コンピュータへの打ち込み音源をヘッドフォンで聴きながらアコースティック・ギターで弾き語り）していたら、マンションの上階住人から苦情が来た。

### 香港でのカバーヒット
香港で「First Snow（夜消沈）」が大ヒットしたことは、当初陣内は何も知らず、香港旅行帰りのラジオのリスナーからの投書でその事実を知った。
香港で陣内の楽曲カバーがもてはやされていた時期には、所属事務所に香港のファンから「大蔵と話をさせろ!」と電話が来るほどであった。
香港の空港では大スター扱いで歓迎され、インタビューでは「大蔵さんの家にはメイドは何人いらっしゃいますか」という聞き慣れない内容に困惑した。
数多く楽曲がカバーされた事について、「詞の内容がオリジナルと違うらしい。俺が言いたかったことって…」という悩みがあったようである。しかし、香港などでの外国曲カバーは、原曲の歌詞内容までは反映されずに訳詞されることが多いものである。
『陣内大蔵』」という字を中国人が見ると、「内臓がでかい人」と書いてあるように見える。初めて訪問した時には、自らこれをギャグにしていた。

### 交友関係
ある飲み会で同席した野坂昭如に挨拶したところ、「そうか、君が新・加勢大周か」と勘違いをされた。
佐藤竹善（SING LIKE TALKING）とはデビュー時からの盟友である。「ファンハウスの二大雨男」として知られ、『SOUND BREEZE '93 名古屋城夏祭り』では、もう一人の出演者で「雨男」とされる小野正利と3人で共演、実証されるかのようであった。
陣内の出番では、降雨によりステージの前二列より後部座席が視界が塞がれ、サポートミュージシャン・為山五朗のギターが壊れ、陣内自身ずぶ濡れで矢沢永吉状態（肩にタオルをかけ、髪はオールバック）になりステージ上でヘッド・スライディングした。
フジテレビ系音楽番組『LOVE LOVE あいしてる』で佐藤と出演した際には、「顔がでかい人を探しましたがよく見たら竹善さんでした」、「陣内さんと竹善さんの区別がつきません」、「なんだかややこしい人がいますね」と言われていた。
テレビ東京系娯楽番組『モグラネグラ』の「東京タワーの蝋人形館に井上陽水の蝋人形を飾ってもらおう!」という企画で、参加ミュージシャンの募集に真っ先に応募したところ、大槻ケンヂから「陣内さんは暇なんですか?」と鋭くコメントされる。堀ちえみが毎年行っていたという『ちえみちゃん祭り』を捩って陣内が命名した『陽水さん祭り』というイベントライブとして結実した。陣内は「歌詞が素晴らしい」と高評価する「青空、ひとりきり」をボンゴを叩きながら、歌詞を間違って歌っていた。その後、同番組に準レギュラー出演するようになり、「大槻旅団が行く!（大槻、穴井夕子、陣内、吉田栄作の4人でキャンプ）」、「陣内大蔵が案内する大阪!なつかしき母校!関西学院!」などの陣内企画が放映された。その後、陣内は大槻と宗教談義、格闘技談義、吉田栄作談議をする仲になり、後述の『坂崎カメラ集団』に大槻を招き入れた。
『LOVE LOVE あいしてる』への出演がきっかけで、THE ALFEEの坂崎幸之助からクラシックカメラの世界へ引きずり込まれる。坂崎からバルナック型のライカIIIaとエルマー50mmを安く譲ってもらい、『坂崎カメラ集団』（池田聡、大槻ケンヂ、角野秀行（TUBE）、坂崎、陣内、中西圭三を団員として、共同で借りたアパートの一室を暗室、レストルームとして使用して活動していた。1998年～2001年）の一員として修業に励んでいた。戦争カメラマンに関心をもっていたため、アンリ・カルティエ＝ブレッソンを尊敬している。その後、陣内はモノクロ・カメラマンとして、『J』、『Messy Lover』でアルバム・ジャケットの一部を撮り下ろす成果を残している。
あるイベントライブで中西圭三と音楽ユニット『ZO』（ZOOと違って踊れないので）を結成。その後、『キブクレ』（コブクロに対抗して）と発展的に改名、デビュー曲は「ホテル神田川」にしようというネタだけは決定している。
『山口きらら博』のオープニングイベント「UBE-ST FRIENDS LIVE」をプロデュース（feat.永井真理子・佐藤竹善）。
陣内（vocal）、為山五朗（guitar）、中山信彦（bass、synth operator）の3人でのガイド無し屋久島旅行をきっかけに、ユニット『チーム世界遺産』を結成。本業がマニピュレーターの中山はコンピュータで自作のシーケンスに合わせベースを弾く。コンピュータが制御不能状態に陥ることが多く、修復までの間はMCとなる。企画頓挫したイベントライブ「Tokyo-Season」の一回目ゲストに浜崎貴司がゲスト予定する筈だった。

### 他アーティストへの影響
テレビアニメ『YAWARA!』の第79話で、渋谷の街の背景の看板に「陣大内蔵」 （DVDで確認、本放送では陣内大蔵の可能性もあり）が出てくるシーンがあるが、これは、当時、日本青年館でのライブの告知の看板が実際にあったことによる。なお、その後、陣内は第4期（第103話～第124話）のオープニングテーマ「YOU AND I」を永井真理子に書き下ろしている。
陣内の「瞳をあけたままで」とよしもとばななの「つぐみ」にインスピレーションを受け作られた少女漫画『瞳をあけたままで』がある。作者は向坂桂子（市口桂子）。イタリアで人気があり、翻訳版も出ている。

## ディスコグラフィ

### シングル
- 1st Single - いと小さき君の為に （1988年4月1日）[3]
- 2nd Single - 今宵この時 （1988年9月1日）
- 3rd Single - First Snow （1988年11月25日）
- 4th Single - 君といたい （1989年5月1日）
- 5th Single - 深呼吸 （1989年11月1日）
- 6th Single - 自信がないよ （1990年2月24日）
- 7th Single - 好奇心 （1990年7月25日）
- 8th Single - Blow wind blow～風よ吹け～ （1990年11月1日）
- 9th Single - 風を見たくて （1990年12月16日）
- 10th Single - 空よ／僕は何かを失いそうだ （両A面） （1991年9月1日）
- 11th Single - Loving You Now （1991年10月25日）
- V.A Single - Keep Christmas With You （1991年11月1日）

1. Keep Christmas With You （辛島美登里・麗美・藤井宏一・遠藤京子）
2. CANDLE （麗美・陣内大蔵） （アルバム未収録曲）

- 12th Single - 新しい風 （1992年3月25日）
- 13th Single - 心の扉 （1992年7月22日）
- 14th Single - 見つめるだけで （1993年5月26日）
- 15th Single - Nice days again （1993年10月25日）
- 16th Single - 僕は風 君は空 （1994年4月27日）
- 17th Single - BE YOURSELF （1994年8月19日）
- 18th Single - 僕の風が今変わった （1996年6月25日）
- 19th Single - 晴れのち曇りそして雨 （1997年3月17日）
- 20th Single - BAKU （1997年8月21日）
- 21st Single - I never forget you/Life [両A面] （1998年6月24日）
- 22nd Single - Dreamers/Up and Down [両A面] （1999年1月21日）
- 23rd Single - Messy Lover メシィーラバー [Maxi Single] （2000年11月22日）

### アルバム
- 1st Album - Moratorium （1988年4月1日）
  - Producer：陣内大蔵 & 日朝幸雄
  - THE ALPHAに全面的バックアップを受けている。
- 2nd Album - Praying Night （1988年12月1日）
  - Produced by 陣内大蔵 & 日朝幸雄
- 3rd Album - 深呼吸 （1989年11月1日）
  - Produced by 陣内大蔵 & 日朝幸雄
  - マスタリングの不備を元ARBの田中一郎に指摘され、次のプレスから修正。
- 4th Album - BLOW WIND BLOW （1990年9月1日）
  - Produced by 陣内大蔵 & 日朝幸雄
  - Sound Produce & Arrangement by 国吉良一
- 5th Album - Big Deal （1991年9月25日）
  - Produced by 陣内大蔵
  - Co-Produced by 日朝幸雄
  - Sound Produce & Arrangement by 国吉良一
- 6th Album - TWIN （1992年9月2日）
  - Produced by 国吉良一
- 7th Album - RISING （1993年9月1日）
  - Produced by 陣内大蔵
- 8th Album - KEEP IN TOUCH （1994年6月25日）
  - Produced by 国吉良一
- 9th Album - View （1997年3月17日）
  - Produced by 国吉良一
- 10th Album - J （1999年3月17日）
  - Produced by 国吉良一
- 11th Album - Bridge （2001年1月24日）
  - Produced by 国吉良一

### ベスト・アルバム
1. Deep & Delightful （1991年2月6日）
2. THE SINGLES '88-'92 （1992年11月26日）
3. Dear Moon （1993年12月22日）
4. COMPLETE ALBUM （1995年2月1日）
5. SPIRIT of T・J （1995年5月1日）
6. SUPER BEST 2000 （1995年11月15日）
7. Jinnouchi～20 years～ （2008年3月26日）
8. GOLDEN☆BEST 陣内大蔵 （2011年4月27日）

### 主要編集盤 （オムニバス）
- What's Next? [ファンハウスの若手ミュージシャンによるライブin名古屋デザイン博の記念CD] （1989年8月1日）

1. Brilliant Time （Short Version） 作詞：鈴木雄大、堀川麗美 作曲：陣内大蔵 編曲：SING LIKE TALKING
2. Brilliant Time （What's Next?のテーマ） 作詞：鈴木雄大、堀川麗美 作曲：陣内大蔵 編曲：SING LIKE TALKING

- Keep Christmas With You （1991年11月20日）

1. Candle （麗美・陣内大蔵） 作詞・作曲：堀川麗美、陣内大蔵 編曲：国吉良一

- Sing & Yell （1992年3月25日）

1. 空よ（オリジナル・カラオケ）

- Original Soundtrack 教師夏休み物語 （1992年9月9日）

1. 心の扉 （Piano Solo Version）

- JOY SOUND攻略CD でるカラ～男性ヴォーカルヴァージョン （1994年11月26日）

1. 空よ （オリジナル・カラオケ）
2. 深呼吸 （オリジナル・カラオケ）

- 栄光のポプコン2 （1999年5月8日）

1. ねむれ 作詞：阿寿賀やすとし 作曲：陣内大蔵 編曲：高橋一之

- hearten ～a day/Green～ [日韓友情年2005実行委員会認定記念事業「日韓友情年2005」公認CD] （2005年10月18日）

1. Tell Me 作詞・作曲：陣内大蔵 編曲：藤田千章

- オムニバスでは藤田千章（SING LIKE TALKING）のサウンド・プロデュースでデジタルサウンドで収録。オリジナルはゴスペル寄りのサウンドである。

### 映像作品
1. 深呼吸 [VCD] （1990年9月21日）
2. Zephyr [LD・VHS] （1991年3月1日） - 曲間に次曲のイメージ映像が挿入されていて、曲の切れ目がない。
3. Big Deal Tour'91 [VHS] ※ファンクラブ「CLUB T・J」限定発売
4. COMPLETE [VHS] （1995年2月1日）
5. ライブ帝国 陣内大蔵 [DVD] （2005年1月26日）

### 映像作品 （その他）
1. ライブ帝国 Historical Edition Vol.7 Live TOMATO #214～#329 [DVD] （2005年4月27日） ※ライブ帝国 陣内大蔵からの抜粋。
2. Live a day UNPLUGGED Live in 厳島神社 [DVD] （2006年6月9日） ※日韓同時発売コンピレーションアルバム hearten & happuli 記念ライブ 「LIVE a day」の模様を収録。

## 書籍

### エッセイ
- 僕んちは教会だった （日本キリスト教団出版局、2007年8月24日）-教会の裏窓から （月刊カドカワ、1991年8月 - 1993年3月）の改題。

- そして僕は、今日も歌おう。《CD付》（日本キリスト教団出版局、2009年10月20日）-旅往けば… （信徒の友、2008年4月 - 2009年11月）の改題。

### 楽譜
- 陣内大蔵 Best Songs （Play On The Piano） [ピアノ譜] （1993年8月30日）

## 未発表曲

### アマチュア時代
- 惚れて 作詞：陣内大蔵、阿寿賀やすとし 作曲：陣内大蔵 編曲：十川知司
  - ポプコン、第31回ポピュラーソングコンテストつま恋本選会入賞曲。- レコードのみ発表。
- Blue River Blues
- FM山口の歌 作詞：陣内大蔵、大木彩乃
- 大岡村の歌 （Over the big hill）
- きょうだいのうた
- 呉羽山の春の歌
- 大好きこの街 作詞：阿寿賀やすとし 作曲：陣内大蔵
- 月に証した 作詞：YASS 作曲：陣内大蔵
- 日本（仮）
- かわいた海 作詞：阿寿賀やすとし 作曲：陣内大蔵
- この街を出たい 作詞：阿寿賀やすとし 作曲：陣内大蔵
- ひとりのクリスマス・イブ
- カーニバルの夜 作詞：阿寿賀やすとし 作曲：陣内大蔵
- バーボン・ストリート
- ロマンティストの夜

### 『チーム世界遺産』
- Someday Somewhere 作詞：陣内大蔵 作曲：為山五朗
- 僕と君と冬の空 作詞：陣内大蔵 作曲：中山信彦
- 好奇心（廃屋 version） - MV未発表。
- 「Our Way To Love （Live）」（SING LIKE TALKINGのシングル「回想の詩」の5曲目）- 為山五朗の「Big Mountain」なギターソロが聞ける。

## 提供楽曲
- GWINKO
  - "us" 作詞：陣内大蔵、作曲：久保田利伸、編曲：Rodney M. Antoon
    - Single - "Us" （1990年1月21日）
- Mari Ohta
  - tsuioku～epilogue～ 作詞・作曲：陣内大蔵 ※Sound Produce
    - Album - a-nation'05 BEST HIT SELECTION （2005年7月27日）
- MULTI MAX
  - Moon 作詞：陣内大蔵、作曲：淺井ひろみ、編曲：村上啓介
    - Album - HEAVEN （1989年11月29日）

  - Working 作詞：陣内大蔵、作曲・編曲：村上啓介
    - Album - STILL （1991年4月12日）

  - TIME IS FLYING 作詞：陣内大蔵、作曲・編曲：村上啓介
    - Single - TIME IS FLYING （1992年5月1日）

  - RAINY DAY 作詞：陣内大蔵、作曲：村上啓介
    - Album - STILL （1992年5月20日）
- 淺井ひろみ
  - Hurry Hurry 作詞：陣内大蔵・青木せいこ、作曲：陣内大蔵・淺井ひろみ、編曲：瀬尾一三
    - Album - Dear Friends （1993年11月5日）
- くぼた☆まさと （久保田雅人）
  - レッツ・ゴー! 作詞・作曲・編曲：陣内大蔵
  - こんにちわっはっは! 作詞・作曲・編曲：陣内大蔵
    - Single - くぼた☆まさとの工作ソングCD 『レッツ・ゴー!』 （2002年8月8日）
- 沢田研二
  - 君の憂鬱さえも愛してる 作詞：森雪之丞、作曲：陣内大蔵、編曲：吉田建
  - 夜明け前のセレナーデ 作詞・作曲：陣内大蔵、編曲：鶴来正基
    - Album - パノラマ （1991年6月14日）
- 少年隊
  - Season of Love 作詞：陣内大蔵・山中耕作、作曲：陣内大蔵、編曲：秋元直也
    - Album - Prism （1999年1月27日）
- 鈴木雄大
  - 東京者 作詞：陣内大蔵、作曲：鈴木雄大、編曲：椎名和夫
    - Album - 東京者 （1990年2月25日）
- 田村優
  - 終わりなきアスリートたち 作詞：Fantasista21 作曲：岡田実音 編曲：岡田実音、高島智明
    - Single - 終わりなきアスリートたち （2003年2月1日） ※作詞リレー方式の5番走者。木田優夫→陣内大蔵→宇都宮隆。
- 永井真理子
  - 好奇心 作詞・作曲：陣内大蔵、編曲：根岸貴幸
    - Album - Catch Ball （1990年4月18日）

  - Keep On Running 作詞：陣内大蔵、作曲：北野誠、編曲：根岸貴幸
    - Album - WASHING （1992年6月26日）

  - YOU AND I 作詞・作曲：陣内大蔵、編曲：根岸貴幸
    - Single - YOU AND I （1992年4月22日）
- 西村智彦
  - Maybe Tomorrow 作詞：陣内大蔵、作曲：西村智彦、編曲：藤田千章
    - Album - Graffiti （1998年6月24日）
- 樋口沙絵子（日永沙絵子）
  - いつか見た風 作詞：樋口沙絵子、作曲：陣内大蔵
    - Album - TOKYO BODY （1992年10月21日）
- 螢
  - Single - ハリガネ （1999年11月20日） ※Sound Produce

1. ハリガネ 作詞：螢、作曲：中村英俊、編曲：陣内大蔵
2. さくらんぼ 作詞：螢、作曲：Iori、編曲：陣内大蔵
3. 大切ココロ 作詞：螢、作曲：阿久津隆一、編曲：陣内大蔵

- 蛍
  - Mini Album - わにがらへび （2000年3月23日） ※Sound Produce

1. アブラムシ 作詞・作曲：螢
2. ケムリノオト 作詞：螢、作曲：螢・陣内大蔵、編曲：陣内大蔵
3. 蛾 作詞：螢 作曲：つのだともみ、編曲：陣内大蔵
4. スモモ 作詞：螢、作曲：坂出雅海、編曲：陣内大蔵
5. くろりぼん 作詞：螢、作曲：つのだともみ、編曲：陣内大蔵
6. すみれいろ 作詞：螢、作曲：Iori & 坂出雅海、編曲：中山信彦
7. アブラムシ 作詞・作曲：螢

- 村上啓介
  - Ticket to Love 作詞：陣内大蔵、作曲・編曲：村上啓介
    - Album - SOLO ONE -ソロdeソロソロ- （1999年7月28日）

  - Faraway 作詞：陣内大蔵、作曲・編曲：村上啓介
    - Album - 手をにぎった （2000年10月21日）

  - 大丈夫、大丈夫 作詞：陣内大蔵、作曲・編曲：村上啓介
    - Album - THE THIRD ～星に願いを～ （2001年11月1日）
- 吉田栄作
  - 僕は何かを失いそうだ 作詞・作曲：陣内大蔵、編曲：梁邦彦 ※陣内版とは歌詞違い
  - 美しい花 作詞：陣内大蔵、作曲・編曲：梁邦彦
    - Album - 僕は何かを失いそうだ （1991年6月1日）

  - ONE WAY TRIP 作詞：陣内大蔵・吉田栄作、作曲：陣内大蔵、編曲：梁邦彦
    - Single - ONE WAY TRIP （1992年9月2日）
- その他
  - あらたなる風よ 作詞：新長門市のうた作詞制作委員会 作曲：陣内大蔵 ※Sound Produce
    - ※2005年の山口県長門市の新設合併に際して「新しい市歌を作ろう」というイベント。[4]

## 参加楽曲
- くぼた☆まさと （久保田雅人）
  - こんにちわっはっは! [コーラス]
    - Single - くぼた☆まさとの工作ソングCD 『レッツ・ゴー!』 （2002年8月8日）
- 永井真理子
  - White Communication -新しい絆- [コーラス]
    - Single - White Communication -新しい絆- （1990年3月1日）
- 西村智彦
  - Maybe Tomorrow [ボーカル]
    - Album - Graffiti （1998年6月24日） ※シングルはJane Childのボーカル版で別物。
- 野田幹子
  - Pour Deux [ボーカル]
    - Album - 私の歩き方 （2006年11月1日）
- 吉田拓郎 & LOVE LOVE ALL STARS
  - こっちをむいてくれ、せんこう花火、たどり着いたらいつも雨降り、どうしてこんなに悲しいんだろう、結婚しようよ、人生を語らず、全部抱きしめて、野の仏、我が良き友よ [コーラス]
    - Album - Minnna Daisuki （1997年11月1日） ※LOVE LOVE ALL STARSとしての参加。
- 麗美
  - グローレンシア～夜明けの女神～ [コーラス]
    - Album - 走るそよ風たちへ （1990年2月28日）
- その他
  - God Bless You
※岩渕まことによる企画もの。[5]

## タイアップ楽曲
「First Snow」- テレビ東京系 月曜・女のサスペンス （人気推理作家トラベルシリーズ）テーマ曲 （1988年）
「深呼吸」「新しい風」「見つめるだけで」「僕は風 君は空」- ワーナー・ランバート メントス CMソング、テーマソング （1989年-1994年）
「好奇心～Chance Creator～」「Blow wind blow～風よ吹け～」- リクルート フロム・エー イメージソング （1990年）
「風を見たくて」- 日本テレビ系 山田邦子の旅くらぶ エンディングテーマ （1990年）
「空よ」- 日本テレビ系 刑事貴族2 後期エンディングテーマ （1991年）
「Loving You Now」- 富士重工業 スバル・ディアス CMソング （1991年）
「心の扉」- 日本テレビ系 教師夏休み物語 主題歌 （1992年）
「Nice days again」- オリオンビール ドライビール CMソング （1993年）
「君を信じてる」- 日本テレビ系 天才どんぐり連合 エンディングテーマ （1993年）
「僕は風 君は空」- TVQ九州放送 新おもしろ探検 エンディングテーマ （1994年）
「BE YOURSELF」- 日本テレビ系 独占SPORTS情報 イメージソング （1994年）
「100万回言うよ」- MBS 桂小米朝のグルメデート テーマソング （1997年）
「晴れのち曇りそして雨」- テレビ東京系 TXNニュース THIS EVENING エンディングテーマ （1997年）
「BAKU」- MBS系 世界ウルルン滞在記 エンディングテーマ （1997年）
「I never forget you」- テレビ朝日系 週間地球TV エンディングテーマ、四国電力 企業CM （1998年）
大阪06地域市内局番4ケタ化キャンペーンCM （1998年）
「君の名を呼んだ」- テレビ東京系 TVチャンピオン エンディングテーマ （2000年）

## メディア出演

### テレビ
- テレビ朝日系『ミュージックステーション』（1992年7月頃 金曜日）- ゲスト
- テレビ東京系『モグラネグラ』（1993年6月9日-1994年1月5日 毎週水曜日）- 準レギュラー
- フジテレビ系『LOVE LOVE あいしてる』（1997年5月24日-2001年3月31日 毎週土曜日 23:30-24:00）- LOVE LOVE ALL STARS、準レギュラー

### ラジオ
DJとしてレギュラー出演している。
- JFN系『FMナイトストリート PAJAMA PRESS』（1988年4月-1988年12月 毎週金曜日 27:00-29:00）
- FM大阪『PRAYING NIGHT』（1989年1月-1989年12月 毎週月曜日 25:30-26:00）
- JFN系『FMナイトストリート ピュアミュージック』（1989年1月-1993年3月 毎週水曜日 26:00-28:00）
- bayfm『Music Pulse On Monday TOKYO BAY』（1992年4月-1993年3月 毎週月曜日 25:00-26:00）
- TOKYO FM系『SPEND THE NIGHT』（1993年4月-1994年4月 毎週金曜日 21:00-22:00）
- TOKYO FM系『Big Garage～よくばりラジオ』（1994年5月-1994年9月 毎週月曜日 21:00-22:00）
- FM-FUJI『Moon Buggy』（1996年4月-1996年9月 毎週日曜日 24:00-25:00）
- JFN系『夕方音楽』（1998年4月-2001年3月 毎週月曜日-木曜日 16:00-17:00）
- JFN系『ヒルサイド・アヴェニュー フライデー・スペシャル ALL THIS TIME』（2001年4月-2003年3月 毎週金曜日 13:00-14:00）
- FM長野『The Step』（2008年10月- 2009年9月 月曜日担当 13:30-18:55）

## その他
- 「桃太郎電鉄研究読本」にコメント寄稿

ノーマン・チュン（香港の歌手）（中国語: 張立基）によるカバー
| 原曲         | タイトル                   | 収録アルバム          | CD番号                    | 言語   |
| ------------ | -------------------------- | --------------------- | ------------------------- | ------ |
| Dancing Moon | 月在跳                     | I'll Never Forget You | 香港EMI：FH10174-2        | 広東語 |
| Dancing Moon | 月在跳（Jumping Mix）      | House Party           | 香港EMI：BM10182-2        | 広東語 |
| First Snow   | 夜消沉                     | I'll Never Forget You | 香港EMI：FH10174-2        | 広東語 |
| First Snow   | 夜                         | Touch Me              | 台湾EMI：ET-2008          | 広東語 |
| 天網恢々     | Electric Girl              | When the Wine Is Over | 香港EMI：FH10174-2        | 広東語 |
| 天網恢々     | Electric Girl（AC/DC Mix） | House Party           | 香港EMI：BM10182-2        | 広東語 |
| 天網恢々     | Electric Girl              | Electric Girl         | 台湾EMI：ED-1005          | 広東語 |
| 君といたい   | 烈火一星期                 | When the Wine Is Over | 香港EMI：FH10174-2        | 広東語 |
| The End      | Goodbye                    | I Love You So         | 香港EMI：0777-7436782-0   | 広東語 |
| The End      | Goodbye                    | Touch Me              | 台湾EMI：ET-2008          | 広東語 |
| Why do I?    | 野性女子                   | 燃燒我的夢            | 香港EMI：7-2438-28793-2-9 | 広東語 |
| First ending | 今天妳最重要               | 燃燒我的夢            | 香港EMI：7-2438-28793-2-9 | 広東語 |

その他の歌手によるカバー
| 原曲              | タイトル        | 歌手名 | 言語   |
| ----------------- | --------------- | ------ | ------ |
| Oh! Half Moon     | Goodbye my love | 黎明   | 広東語 |
| 愛しすぎている    | 今夜遠方        | 康賢   | 広東語 |
| 愛しすぎている    | 秋止符          | 李克勤 | 広東語 |
| 水槽の中のさかな  | 大話街          | 譚詠麟 | 広東語 |
| すれたRomanticist | 他算不算戀人    | 鄒靜   | 広東語 |
| 夢                | 幻想曲          | 黎瑞恩 | 広東語 |